# Палау на Летњим олимпијским играма 2000.
Палау је дебитовао на Олимпијским играма у Сиднеју 2000. Представљало га је петоро спортиста (2 мушкарца и 3 жене) у три појединачна спорта. 
Такмичари су поправили три национална рекорда, два у атлетици и један у пливању, а најбољи пласман остварила је Валери Педро освојивши 14. место у дизању тегова до 69 кг .
Олимпијски тим Палауа је остао у групи екипа које нису освојиле ниједну медаљу.
Заставу Палауа на свечаној церемонији отварања Олимпијских игара 2000. носила је Валери Педро такмичарка у дизању тегова, која је уједно била и најстарија учесница са само 26 година и 308 дана. Најмлађа је била пливачица слободним стилом Никол Хејз са 16 година и 189 дана.

## Учесници по дисциплинама
| Спорт         | Мушкарци | Жене | Укупно |
| ------------- | -------- | ---- | ------ |
| Атлетика      | 1        | 1    | 2      |
| Дизање тегова | 0        | 1    | 1      |
| Пливање       | 1        | 1    | 2      |
| Укупно(3)     | 2        | 3    | 5      |

| Спорт    | Дисциплина | Муш. /Жене | Резултат | Спортиста       |
| -------- | ---------- | ---------- | -------- | --------------- |
| Атлетика | 100 м      | М          | 11,01    | Кристофер Адилф |
| Атлетика | 100 м      | Ж          | 12,26    | Пеориа Кошиба   |
| Пчивање  | 100 м      | Ж          | 1:00,89  | Никол Хејз      |

## Резултати

### Атлетика

#### Мушкарци
| Атлетичар       | Дисциплина | Група    | Група      | Четвртфинале     | Четвртфинале     | Полуфинале       | Полуфинале       | Финале           | Финале        | Детаљи |
| Атлетичар       | Дисциплина | Резултат | Место      | Резултат         | Место            | Резултат         | Место            | Резултат         | Место         | Детаљи |
| --------------- | ---------- | -------- | ---------- | ---------------- | ---------------- | ---------------- | ---------------- | ---------------- | ------------- | ------ |
| Кристофер Адилф | 100 м      | 11,01 НР | 8 у гр. 4. | Није се пласирао | Није се пласирао | Није се пласирао | Није се пласирао | Није се пласирао | =82 / 95 (99) |        |

#### Жене
| Атлетичар     | Дисциплина | Група    | Група      | Четвртфинале      | Четвртфинале      | Полуфинале        | Полуфинале        | Финале            | Финале | Детаљи |
| Атлетичар     | Дисциплина | Резултат | Место      | Резултат          | Место             | Резултат          | Место             | Резултат          | Место  | Детаљи |
| ------------- | ---------- | -------- | ---------- | ----------------- | ----------------- | ----------------- | ----------------- | ----------------- | ------ | ------ |
| Пеориа Кошиба | 100 м      | 12,66    | 7. у гр. 2 | Није се пласирала | Није се пласирала | Није се пласирала | Није се пласирала | Није се пласирала | 70 /84 |        |

### Дизање тегова

#### Жене
| Дизач тегова | Дисц.  | Тежина | Трзај | Трзај | Трзај | Избачај | Избачај | Избачај | Укупно | Пласман      | Детаљи                                |
| Дизач тегова | Дисц.  | Тежина | 1     | 2     | 3     | 1       | 2       | 3       | Укупно | Пласман      | Детаљи                                |
| ------------ | ------ | ------ | ----- | ----- | ----- | ------- | ------- | ------- | ------ | ------------ | ------------------------------------- |
| Валери Педро | -69 кг | 68,04  | 70    | 75    | 75    | 87,5    | 87,5    | 90      | 160    | 14 / 14 (15) | Архивирано на веб-сајту (9. јул 2018) |

### Пливање
Мушкарци
| Пливач Лини рекорд   | Дисциплина    | Група | Група      | Полуфинале       | Полуфинале       | Финале           | Финале     | Детаљи |
| Пливач Лини рекорд   | Дисциплина    | Време | Пласман    | Време            | Пласман          | Време            | Пласман    | Детаљи |
| -------------------- | ------------- | ----- | ---------- | ---------------- | ---------------- | ---------------- | ---------- | ------ |
| Anlloyd Samuel 27,23 | 50 м слободно | 27,24 | 3. у гр. 1 | Није се пласирао | Није се пласирао | Није се пласирао | 71/75 (80) |        |

Жене
| Пливачица Лини рекорд | Дисциплина     | Група      | Група      | Полуфинале        | Полуфинале        | Финале            | Финале      | Детаљи |
| Пливачица Лини рекорд | Дисциплина     | Време      | Пласман    | Време             | Пласман           | Време             | Пласман     | Детаљи |
| --------------------- | -------------- | ---------- | ---------- | ----------------- | ----------------- | ----------------- | ----------- | ------ |
| Никол Хејз 1:20,00    | 100 м слободно | 1:00,89 НР | 1. у гр. 1 | Није се пласирала | Није се пласирала | Није се пласирала | 47/ 54 (56) |        |